# Hoepfner Guidó
Hoepfner Guidó Kornél (Szepesváralja, 1868. augusztus 23. – Budapest, 1945. február 26.) magyar építész.

## Életpályája
Apja Hoepfner Gusztáv, Annabergben (Szászország) született 1833-ban. Nagyapja már az 1840-es években Pesten vitte üzletét, aki után 1850-ben költözött apja is Pestre. Apja később, 1864-ben felesége Maurer Hermina szülővárosába, Szepesváraljába költözött. Itt alapította meg a Szepesi Hitelbank és Központi Takarékpénztárat, melynek igazgatója volt.
Tanulmányait a lőcsei reáliskolában kezdte. Ezt követően a gépészet felé fordult, a budapesti Műegyetem gépész karára iratkozott be. Egy év után érezte, hogy a gépek helyett inkább az építészet az ő igazi világa. Az építészeti karon tanulmányait 1891-ben sikeresen abszolválta. Már az egyetemi évek alatt mérnök-gyakornok volt a MÁV magasépítési részlegénél. Ezt követően 1896-ig itt is volt állásban. Az egyetemi éveket követően számos építészeti pályázaton vett részt, többek közt Keresztes Istvánnal. Két nyertes pályázata is figyelemre méltó, a szabadkai Szent Rókus r.k. templom tervei, valamint a Magyar Mérnök- és Építész-Egylet által színházépület tervezésére kiírt pályázatra 1895-ben készített tervek.
Hauszmann Alajos műegyetemi professzor hívására jelentős részfeladatokat vállalt a budavári palota hatalmas felújítási és átépítési munkálataiból. Többek közt az ő tervei alapján készült el a Királyi Lovarda és a csatlakozó istálló is. Szintén az ő tehetségét dicséri a magyar parasztház és a várkerti pálmaház épülete. Számos további kisebb részlet, lépcsősorok, vízesések fűződnek a nevéhez. Tehetségét és szorgalmát 1906-ban a Ferenc József-rend lovagkeresztjével jutalmazták. Hauszmann műtermében a budapesti fiatal építészek egész generációja dolgozott akkoriban. Itt ismerkedett meg Hoepfner Györgyi Gézával is, akivel a századelőn gyümölcsöző együttműködésbe kezdett.
1897-ben édesapja révén, aki ekkortájt a Szepesi Hitelbank és Központi Takarékpénztár igazgatója volt Lőcsén, Tátrafüreden is lehetőséghez jutott egy szállodaépület megtervezésére. Abban az időben a pénzintézet bérelte Ótátrafüredet és Tátralomnicot. Hoepfner számos további jelentős épületet, szállodakomplexumot tervezett még a Tátrában a következő két évtizedben, melyek elegáns, késő eklektikus stílusukkal és rendkívüli kényelmükkel hívták fel magukra a figyelmet.
Magánépítészi tevékenysége mellett egyre többet foglalkozott a középítészeti, nagyobb léptékű városfejlesztési feladatokkal is. 1909-ben tagja lett a Székesfőváros Törvényhatósági Bizottságának, ahol többek közt az új városháza elhelyezésével, az Andrássy út torkolatának, később pedig az Erzsébet sugárút (ma Madách Imre út) városrendezési kérdéseivel foglalkozott. 1912-ben királyi tanácsossá nevezte ki Ferenc József. Utóbbit az első balatoni gyermekszanatórium építése során kifejtett munkásságáért kapta, 1918-ban pedig kimagasló szolgálataiért megkapta a 3. osztályú Vaskorona-rendet. 1917-ben az Országos Középítési Tanács tagja lett. A Monarchia felbomlása után, a húszas évek végén újraéledő hazai építészet egyik meghatározó személyisége lett. A historizmusban gyökerező, de a szecessziót is elfogadó, az újra és a fejlődésre mindig nyitott építészeti szemlélete a harmincas években kibontakozó különféle irányzatokkal jól együtt tudott működni. Későbbi tervei közt találunk többek közt neobarokk és funkcionalista megoldásokat is. A húszas évek vége felé már a legjelentősebb mérnöki és művészeti szerveknek meghatározó tagja, így többek között a Mérnöki Tanácsnak, az Országos Irodalmi és Művészeti Tanácsnak, a Budapesti Mérnöki Kamarának, a Magyar Mérnökök és Építészek Nemzeti Szövetségének. 1929-ben a Magyar Mérnök- és Építész-Egylet alelnöke lett, 1932-től a magyar parlament felsőházi tagja. 1945-ben, Budapesten hunyt el, a Farkasréti temetőben nyugszik.
Épületeinek sorsa elég változatos, országos műemléki védelem alatt sajnos egyik sem áll. A Budapest VIII. kerület helyi védelmét élvezi a Györgyi Gézával közösen tervezett Krúdy utca 12. szám alatti épület, míg a közeli Horánszky utca 12., melyet szintén Györgyi Gézával közösen tervezett, fővárosi védettség alatt áll.

## Művei

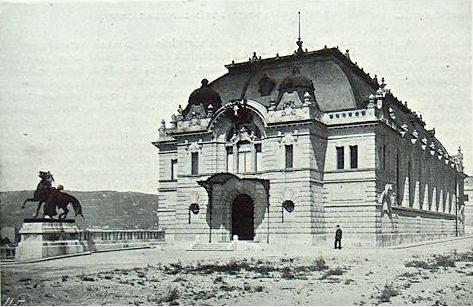
A Királyi Lovarda épülete

- Szent Rókus templom (Szabadka; 1896)
- Vasútállomás (Temesvár; 1898, átépítve)
- Királyi vár átépítése: Királyi lovarda, Királyi és főhercegi istálló, Habsburg lépcső, Magyar parasztház, Várkerti pálmaház (Budapest, 1899-1903. megsemmisült)
- Nagyszálló (Ótátrafüred; 1903-1904)
- Palota Szálló (Tátralomnic; 1905)
- József főherceg szálloda (Herkulesfürdő, 1906)
- Nagyszálló (Csorbató; 1906)
- Bayer-villa (Budapest, XI. Minerva utca 3/a-b; 1907)
- Kereskedők Segélyegyletének menháza (Budapest, II. Tárogató út 2.; 1908-1909)
- Eisele-villa (Budapest, VI. Benczúr utca 46.; 1909)
- Hayek Kálmánné bérháza (Budapest, VIII. Krúdy utca 14.; 1909)
- Viktória Biztosító Társaság bérpalotája (Budapest, VII. Károly körút 3/a; 1912)
- első világháborús hősi emlékmű terve (1916)[3]
- Dirner Gusztáv Adolf egyetemi magántanár bérháza (Budapest, VIII. Horánszky utca 12.)
- Hoepfner-villa (Budapest, II. Csévi utca 26; 1931)